# Valenovac
Valenovac falu Horvátországban, Eszék-Baranya megyében. Közigazgatásilag Ferencfalvához tartozik.

## Fekvése
Eszéktől légvonalban 55, közúton 66 km-re nyugatra, Nekcsétől légvonalban 9, közúton 14 km-re nyugatra, községközpontjától 2 km-re délre, a Krndija-hegység északi részén fekszik.

## Története
A település az első világháború után keletkezett Likából érkezett katolikus horvátok betelepülésével. Az új betelepülőket a környező erdőkben fakitermelési munkákra alkalmazták a gyurgyenováci faüzem számára. A falu először a Našički Vladimirovac nevet kapta és csak 1924-től viseli a Valenovac nevet. 1991-ben lakosságának 96%-a horvát, 3%-a szerb nemzetiségű volt. 2011-ben 185 lakosa volt.

## Lakossága
| Lakosság változása | Lakosság változása | Lakosság változása | Lakosság változása | Lakosság változása | Lakosság változása | Lakosság változása | Lakosság változása | Lakosság változása | Lakosság változása | Lakosság változása | Lakosság változása | Lakosság változása | Lakosság változása | Lakosság változása | Lakosság változása |
| ------------------ | ------------------ | ------------------ | ------------------ | ------------------ | ------------------ | ------------------ | ------------------ | ------------------ | ------------------ | ------------------ | ------------------ | ------------------ | ------------------ | ------------------ | ------------------ |
| 1857               | 1869               | 1880               | 1890               | 1900               | 1910               | 1921               | 1931               | 1948               | 1953               | 1961               | 1971               | 1981               | 1991               | 2001               | 2011               |
| 0                  | 0                  | 0                  | 0                  | 0                  | 0                  | 312                | 302                | 361                | 366                | 281                | 243                | 190                | 211                | 201                | 185                |

## Gazdaság
A helyi gazdaság alapja az erdő- és mezőgazdaság mellett a szőlőművelés. A legelterjedtebb szőlőfajták a feričanačka frankovka és a graševina.

## Nevezetességei
Mária neve tiszteletére szentelt római katolikus kápolnája a ferencfalvi Szentlélek plébánia filiája.

## Egyesületek
DVD Valenovac önkéntes tűzoltó egyesület.